# Фінан
Фіна́н (фр. Finhan) — муніципалітет у Франції, у регіоні Окситанія, департамент Тарн і Гаронна. Населення — 1499 осіб (01.01.2021).
Муніципалітет розташований на відстані близько 560 км на південь від Парижа, 39 км на північний захід від Тулузи, 16 км на південний захід від Монтобана.

## Історія
До 2015 року муніципалітет перебував у складі регіону Південь-Піренеї. Від 1 січня 2016 року належить до нового об'єднаного регіону Окситанія.

## Демографія
Динаміка населення (INSEE ):
Розподіл населення за віком та статтю (2006):
| Стать | Всього | До 15 років | 15-24 | 25-44 | 45-64 | 65-85 | Понад 85 |
| --- | ------ | ----------- | ----- | ----- | ----- | ----- | -------- |
| Чоловіки | 580    | 108         | 44    | 184   | 128   | 116   | 0        |
| Жінки | 684    | 172         | 52    | 180   | 152   | 124   | 4        |
| \| Статево-вікова піраміда \| Статево-вікова піраміда \| Статево-вікова піраміда \| \| ----------------------- \| ----------------------- \| ----------------------- \| \| Чоловіки \| Вік \| Жінки \| \| 0 \| 85 + \| 4 \| \| 16 \| 80-84 \| 20 \| \| 20 \| 75-79 \| 36 \| \| 40 \| 70-74 \| 28 \| \| 40 \| 65-69 \| 40 \| \| 28 \| 60-64 \| 40 \| \| 40 \| 55-59 \| 40 \| \| 40 \| 50-54 \| 28 \| \| 20 \| 45-49 \| 44 \| \| 32 \| 40-44 \| 32 \| \| 76 \| 35-39 \| 40 \| \| 36 \| 30-34 \| 56 \| \| 40 \| 25-29 \| 52 \| \| 12 \| 20-24 \| 20 \| \| 32 \| 15-20 \| 32 \| \| 16 \| 10-14 \| 64 \| \| 28 \| 5-9 \| 64 \| \| 64 \| 0-4 \| 44 \| |        |             |       |       |       |       |          |
| Статево-вікова піраміда |        |             |       |       |       |       |          |
| Чоловіки | Вік    | Жінки       |       |       |       |       |          |
| 0 | 85 +   | 4           |       |       |       |       |          |
| 16 | 80-84  | 20          |       |       |       |       |          |
| 20 | 75-79  | 36          |       |       |       |       |          |
| 40 | 70-74  | 28          |       |       |       |       |          |
| 40 | 65-69  | 40          |       |       |       |       |          |
| 28 | 60-64  | 40          |       |       |       |       |          |
| 40 | 55-59  | 40          |       |       |       |       |          |
| 40 | 50-54  | 28          |       |       |       |       |          |
| 20 | 45-49  | 44          |       |       |       |       |          |
| 32 | 40-44  | 32          |       |       |       |       |          |
| 76 | 35-39  | 40          |       |       |       |       |          |
| 36 | 30-34  | 56          |       |       |       |       |          |
| 40 | 25-29  | 52          |       |       |       |       |          |
| 12 | 20-24  | 20          |       |       |       |       |          |
| 32 | 15-20  | 32          |       |       |       |       |          |
| 16 | 10-14  | 64          |       |       |       |       |          |
| 28 | 5-9    | 64          |       |       |       |       |          |
| 64 | 0-4    | 44          |       |       |       |       |          |

## Економіка
2010 року серед 834 осіб працездатного віку (15—64 років) 618 були активними, 216 — неактивними (показник активності 74,1%, у 1999 році було 65,2%). З 618 активних мешканців працювало 545 осіб (295 чоловіків та 250 жінок), безробітними було 73 (31 чоловік та 42 жінки). Серед 216 неактивних 72 особи були учнями чи студентами, 70 — пенсіонерами, 74 були неактивними з інших причин.

У 2010 році в муніципалітеті числилось 550 оподаткованих домогосподарств, у яких проживали 1474,5 особи, медіана доходів виносила 16 166 євро на одного особоспоживача

## пам'ятники

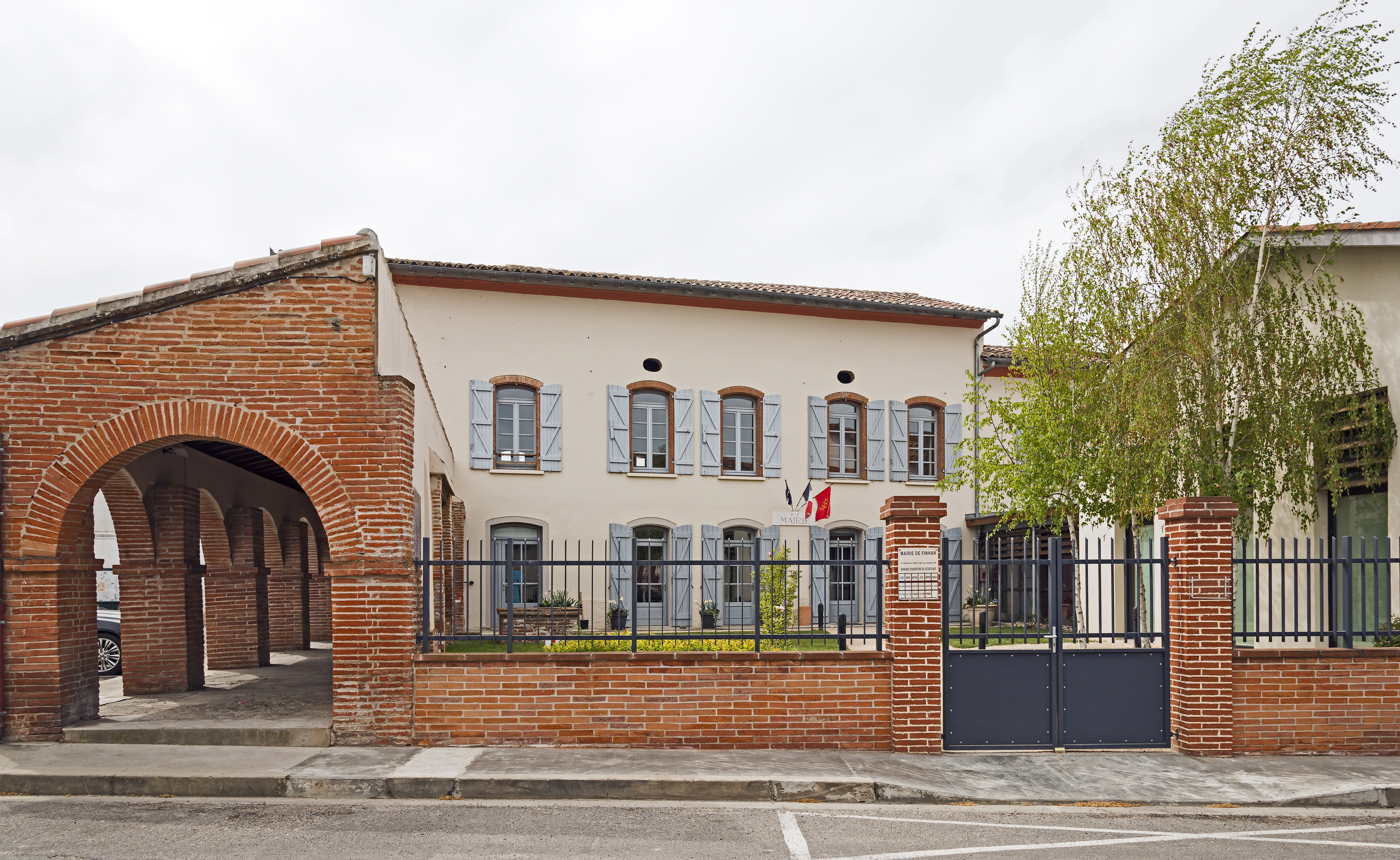
ратуша
Дзвіниця
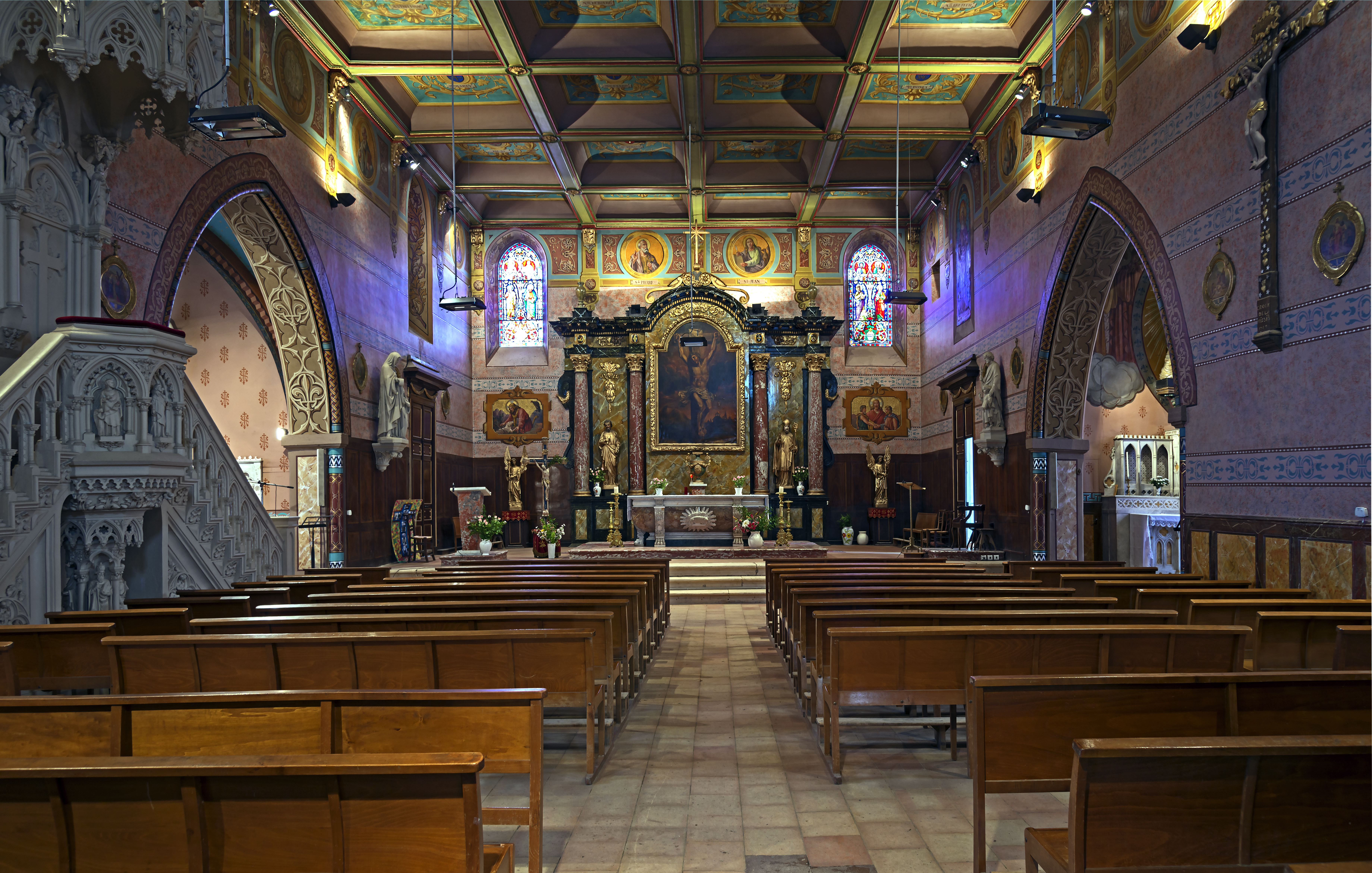
Усередині церкви
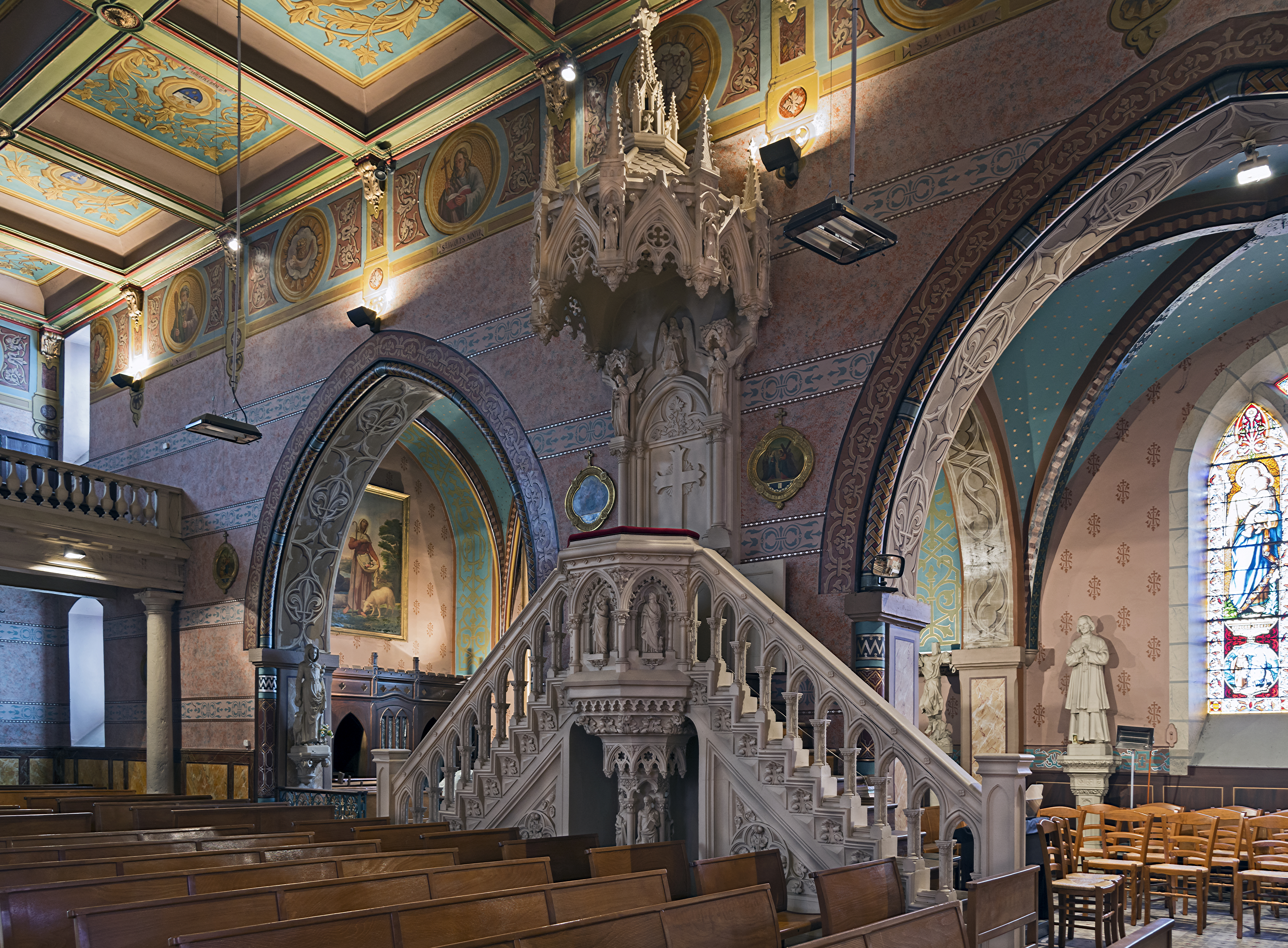
кафедра
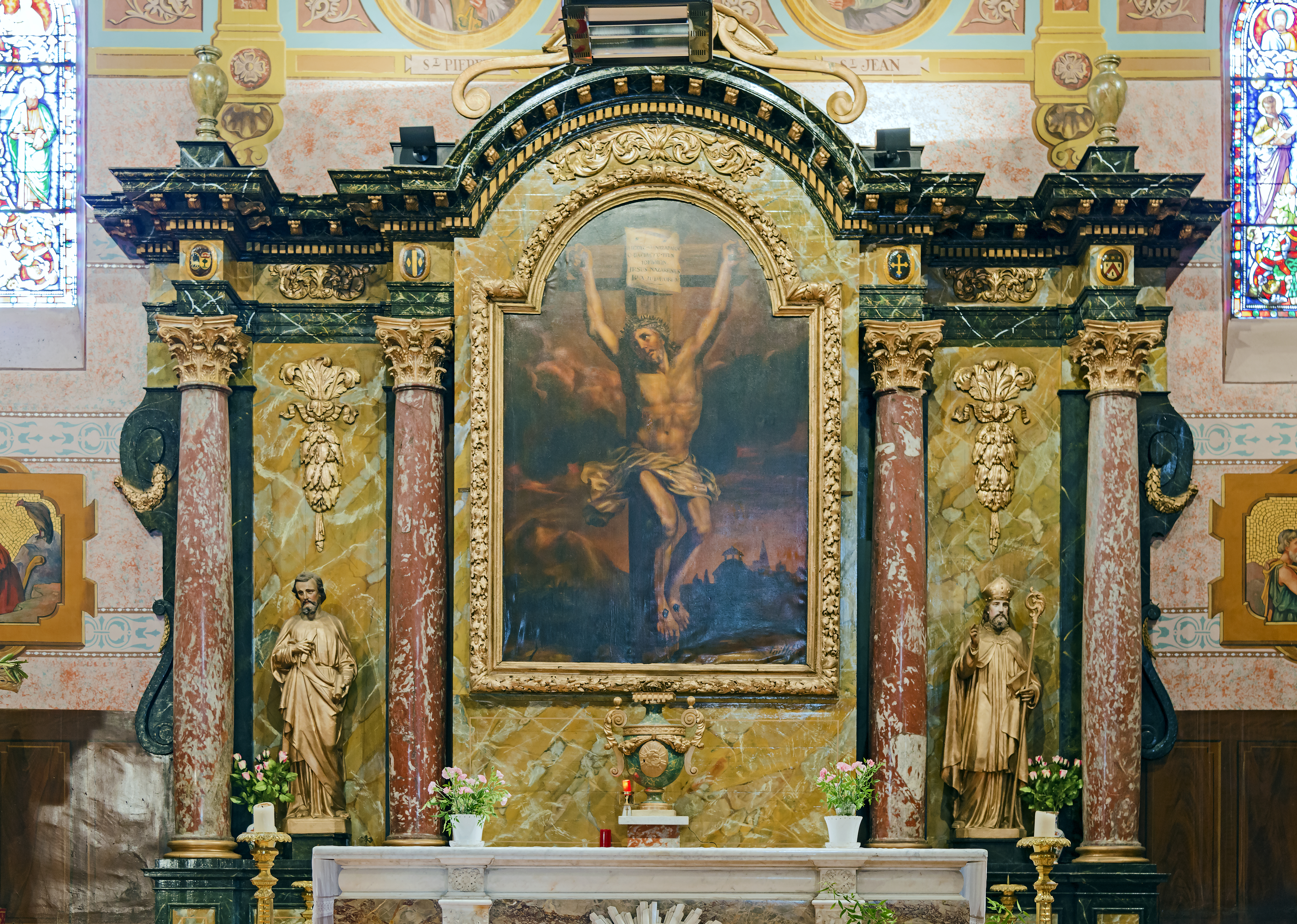
запрестольний образ
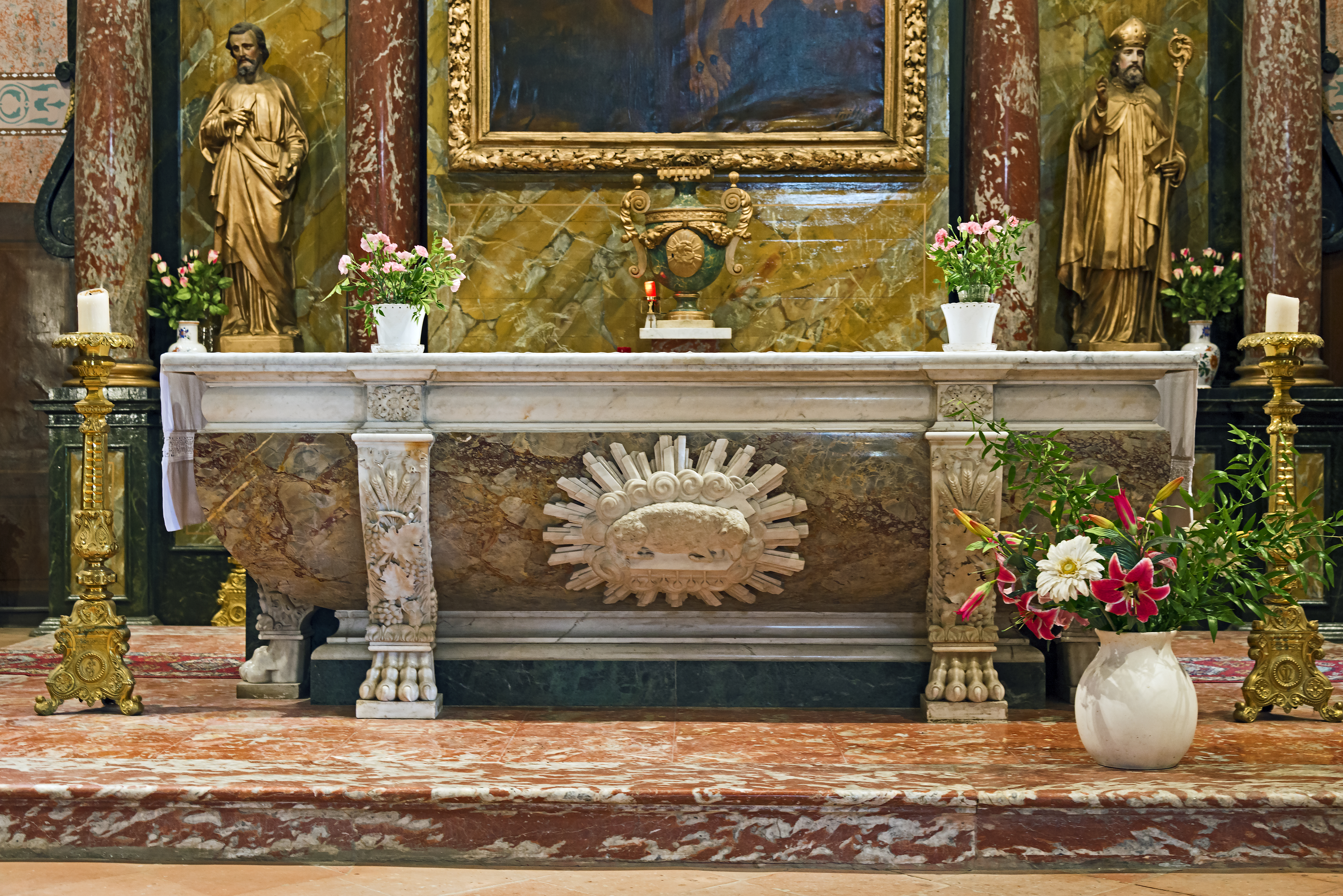
вівтар
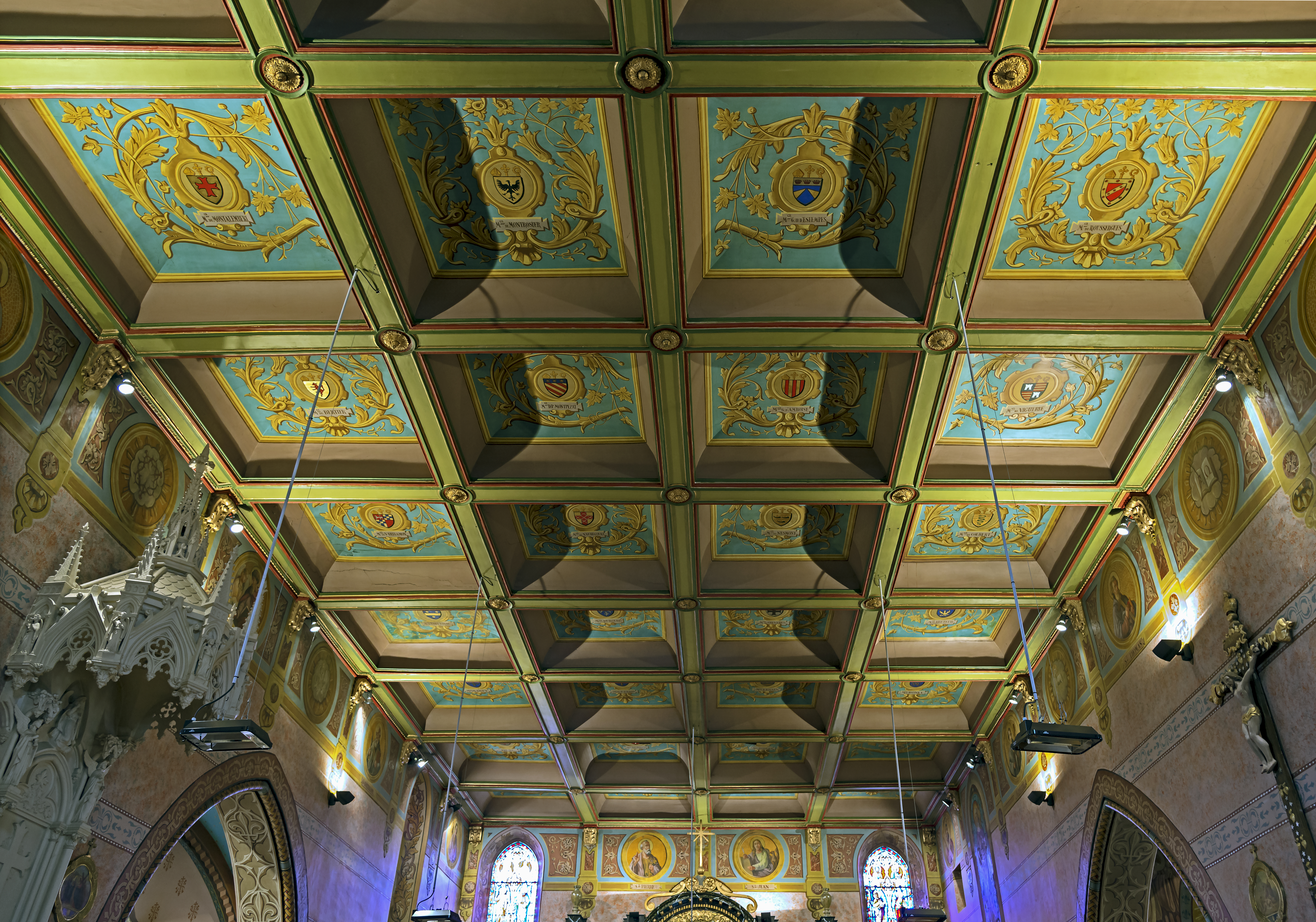
стелю
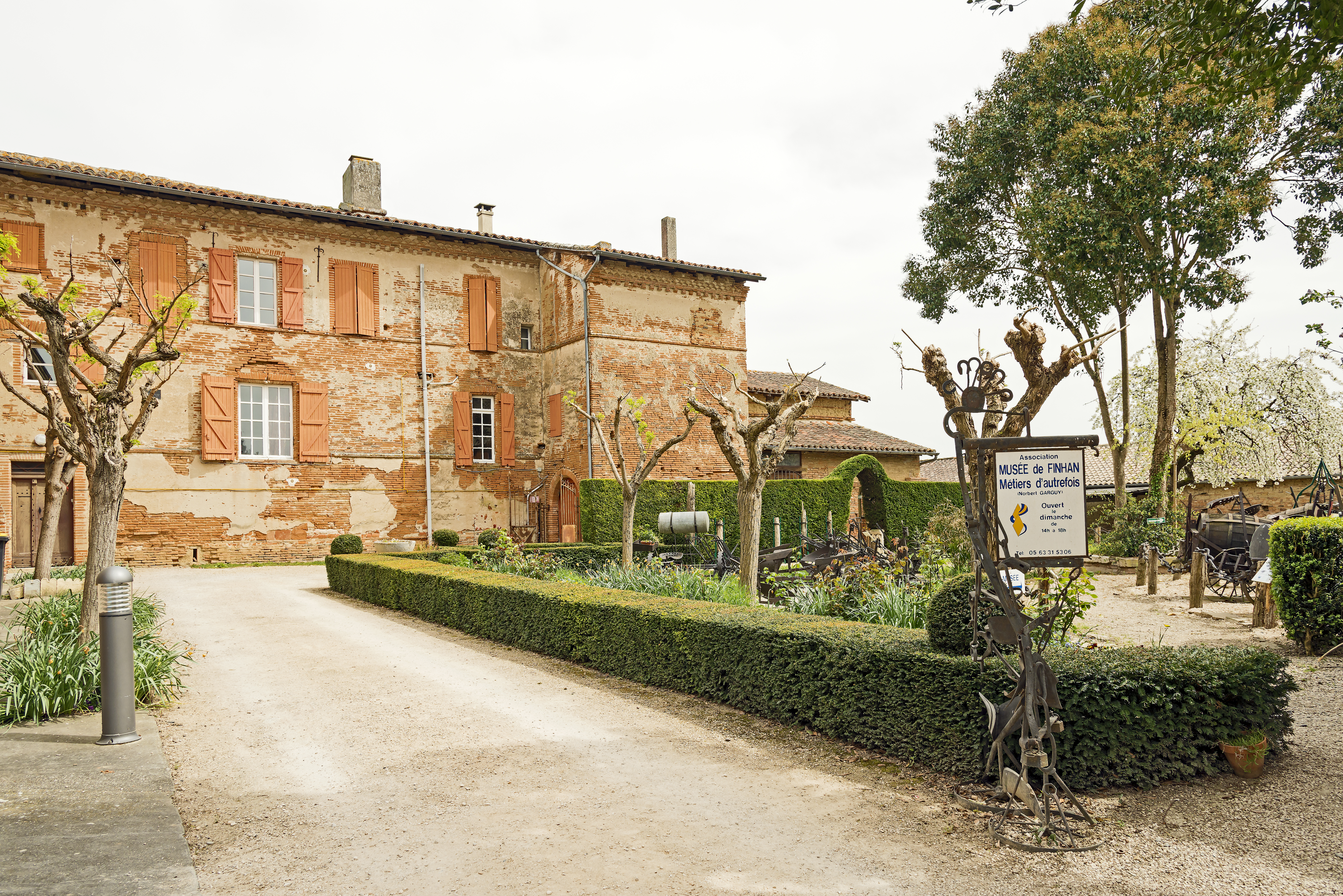
музей
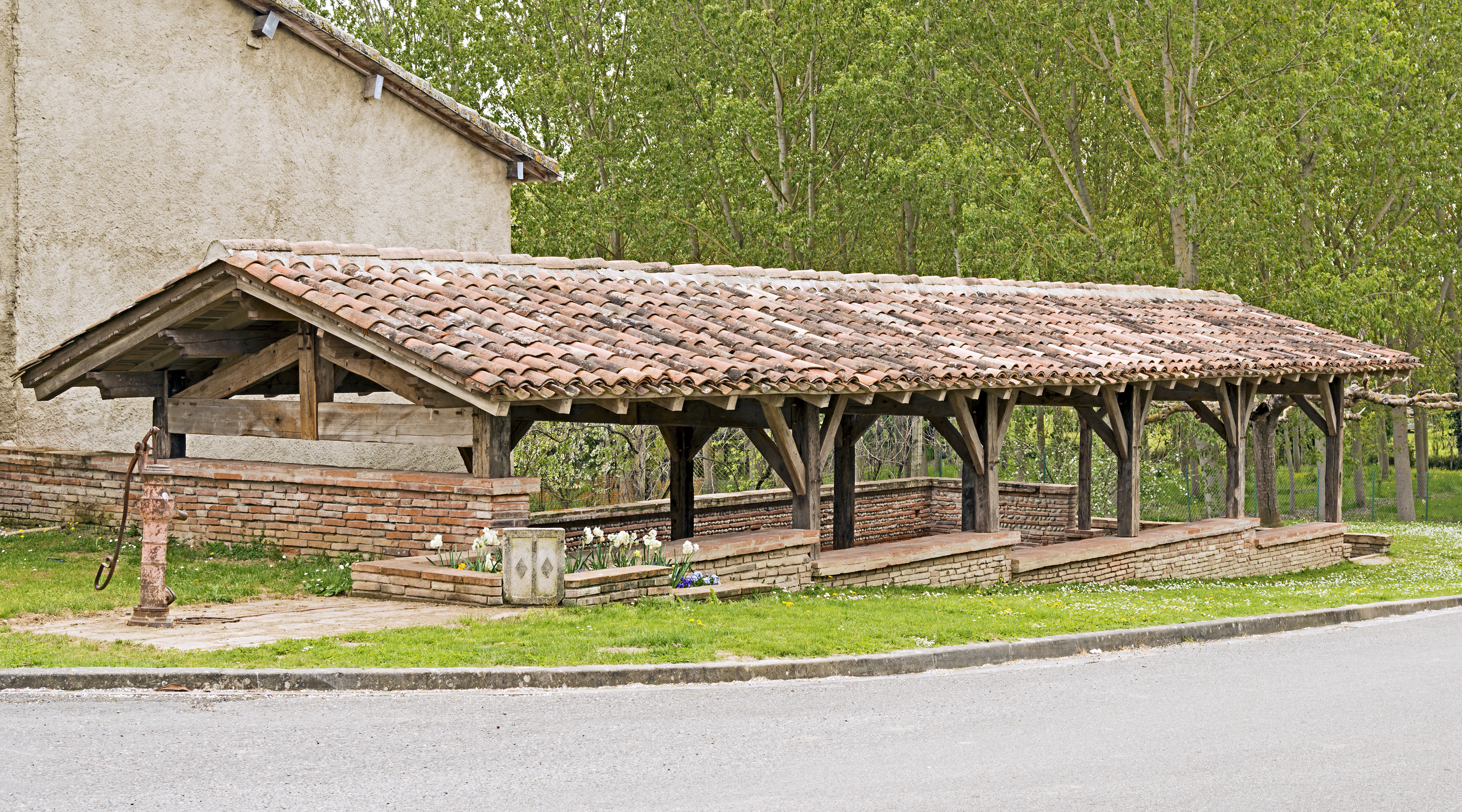
пральня